# Ectropothecium dentigerum
Ectropothecium dentigerum är en bladmossart som beskrevs av Hugh Neville Dixon 1922. Ectropothecium dentigerum ingår i släktet Ectropothecium och familjen Hypnaceae. Inga underarter finns listade i Catalogue of Life.